# Halali (Namibia)
Koordinaten: 19° 2′ 0″ S, 16° 28′ 10″ O
Halali (eigentlich Halali Resort, ehemals Halali Rest Camp) ist der Name eines 1967 für den allgemeinen Tourismusverkehr eröffneten Übernachtungscamps im Etosha-Nationalpark in Namibia. Es liegt an der Hauptstraße C38 jeweils circa 70 Kilometer von den beiden anderen Hauptcamps Okaukuejo (westlich) und Namutoni (östlich) entfernt.
Die Namensgebung erfolgte in Anlehnung an den aus der Jägersprache stammenden Begriff „Halali“, der u. a. auch für die Begrüßung eines verdienten Jägers und zur Beendigung der Jagd steht. In diesem Fall bedeutet er Letzteres.
Ganz in der Nähe von Halali kann man die einzigen Berge im östlichen Teil des Parks sehen. Von einem der Hügel beim Camp kann man die Tiere am Moringa-Wasserloch beobachten. Auf einem Hügel 2,5 km östlich von Halali betrieben die deutschen Truppen einen Heliographen, um mit den in Fort Namutoni stationierten Soldaten zu kommunizieren. Daher kommt auch der Name des zweiten Wasserlochs (nordwestlich des Hügels) in der Nähe des Camps, „Helio“.

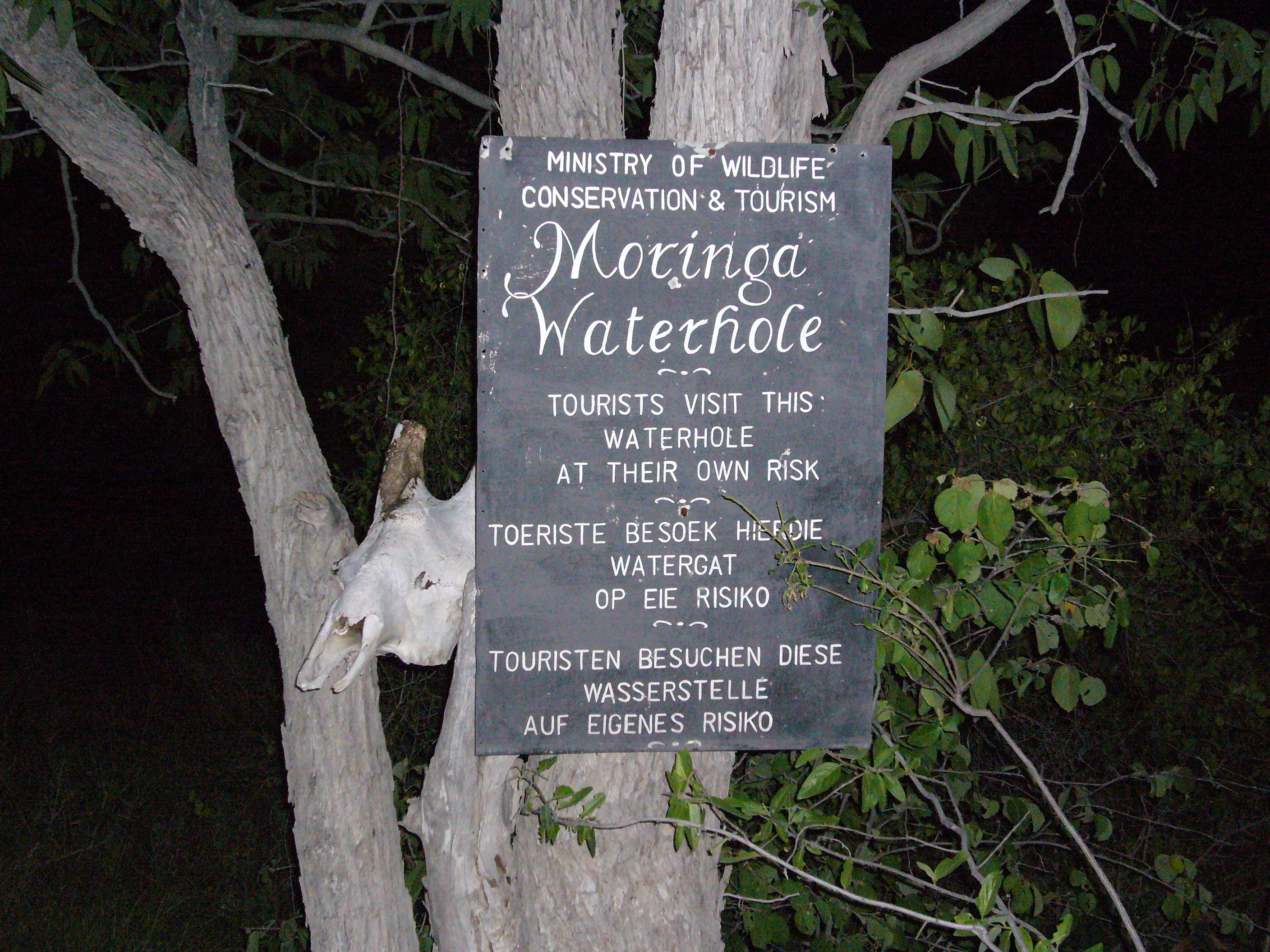
Hinweis zum Moringa Waterhole
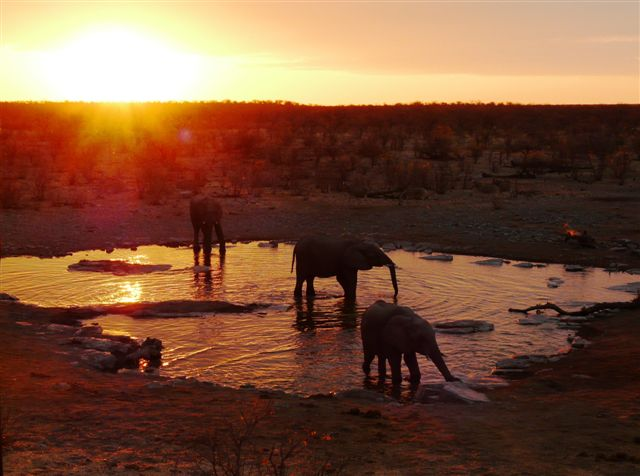
Nachts beleuchtetes Wasserloch Moringa im Camp Halali
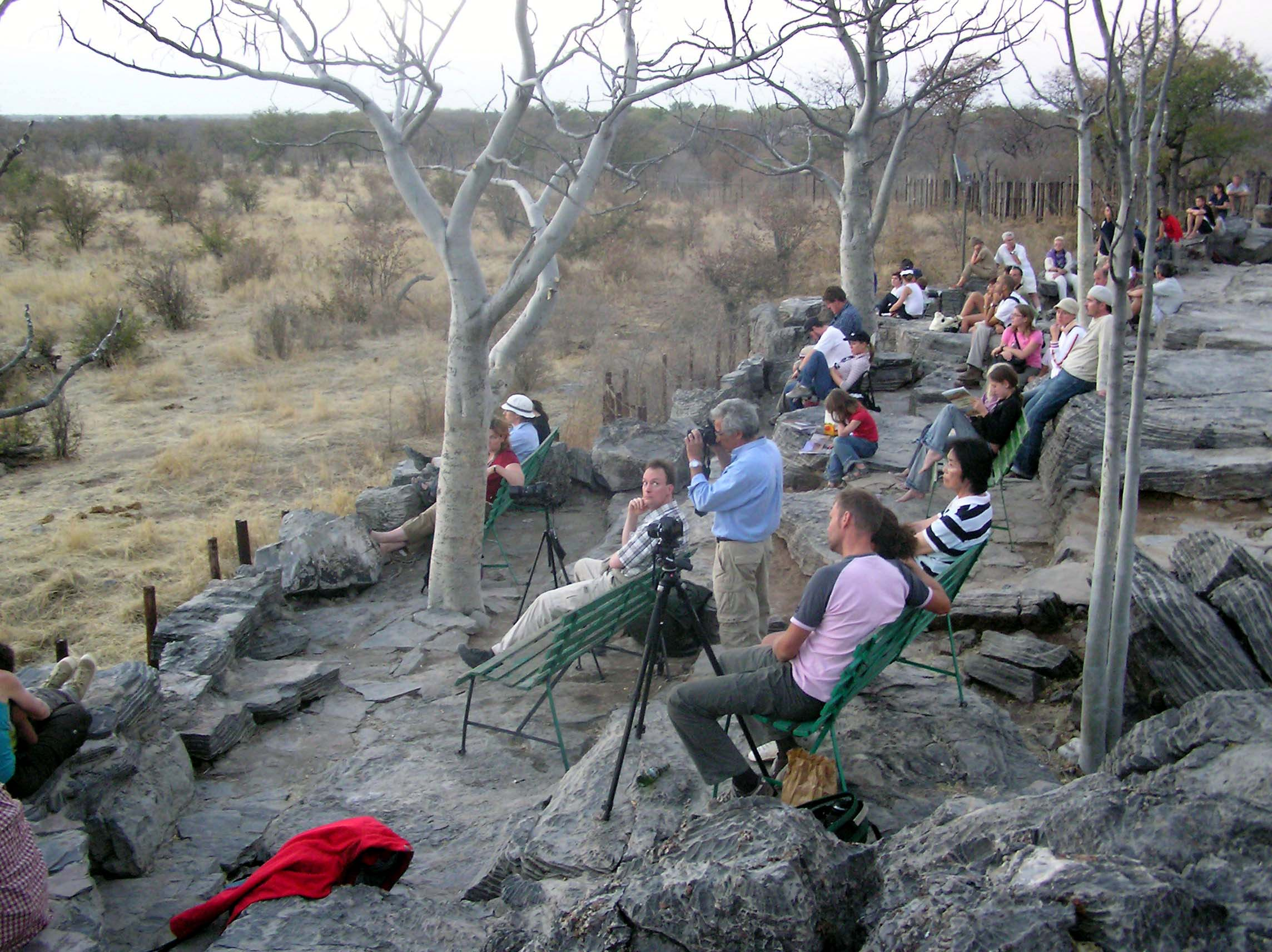
Am Wasserloch Moringa
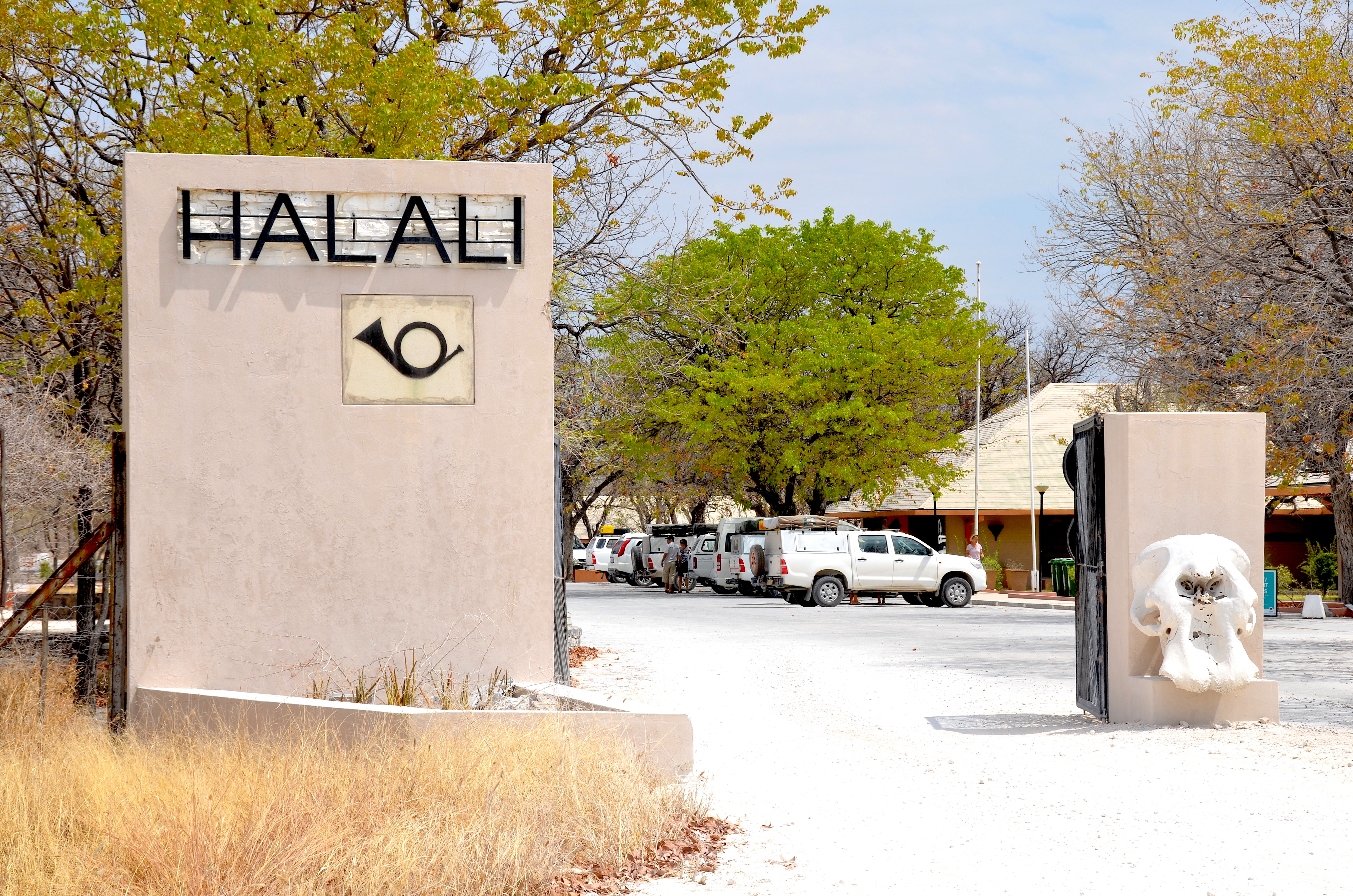
Einfahrt zum Halali Camp